# أم سوسة
أم سوسة(البلدق الصغير) قرية سوريّة تتبع إداريّاً لمحافظة حلب منطقة جرابلس ناحية مركز جرابلس، بلغ تعداد سكانها 288 نسمة حسب التعداد السكاني لعام 2004.